# قطب جغرافي

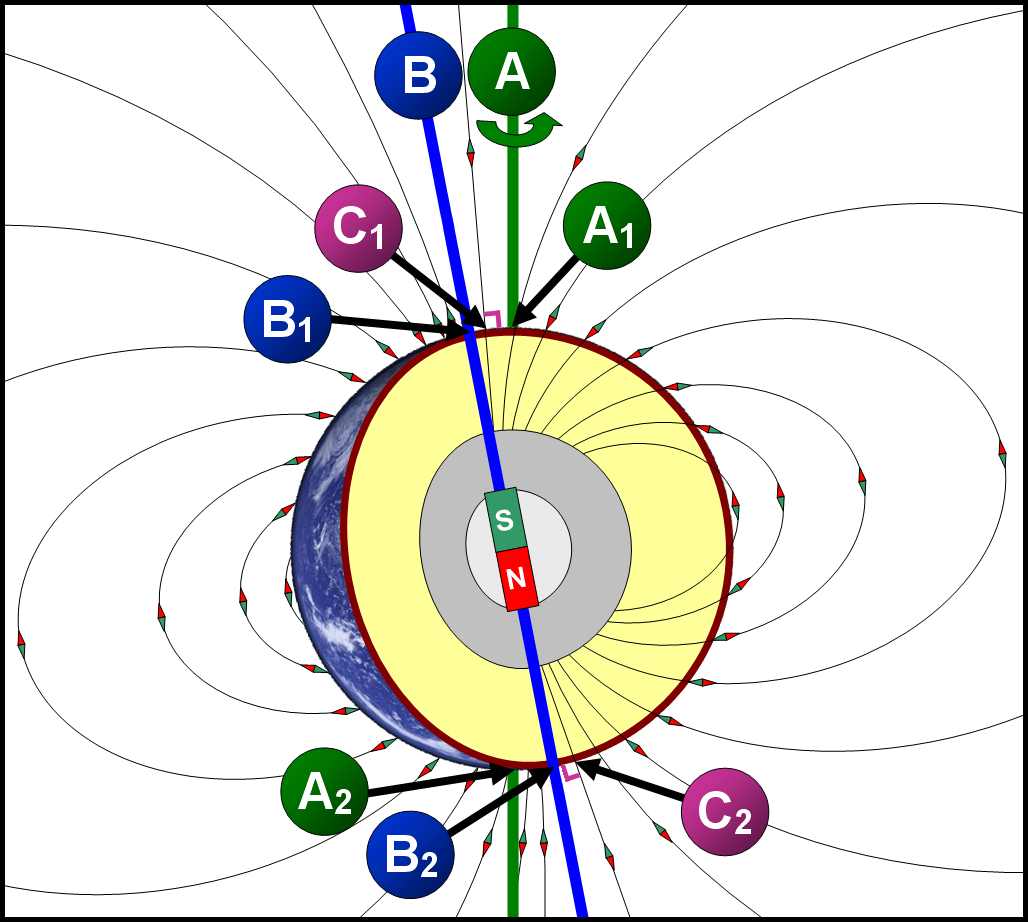

القطب الجغرافي هو أحد نقطتين في كوكب أو قمر أو أي جسم دوّار كبير نسبيًا يدور هذا الجسم حول المحور الذي يصل بين هاتين النقطتين في حركة دورانية، مثل قطبي الأرض الشمالي والجنوبي.